# Otto Zardetti
Otto Zardetti (n. 24 ianuarie 1847, Rorschach, Cantonul St. Gallen, Elveția – d. 9 mai 1902, Roma, Regatul Italiei) a fost un arhiepiscop romano-catolic al Arhidiecezei de București.

## Arhiepiscop de București
Papa Leon al XII-lea a înființat în data de 27 aprilie 1883 Arhiepiscopia Romano-Catolică de București. În primii zece ani ai noii instituții s-au  succedat la conducerea ei câțiva episcopi și administratori apostolici. Din cauza situației create, a relelor tratamente aplicate credincioșilor catolici din Muntenia de către ortodocși, dar mai ales din cauza resurselor financiare insuficiente, episcopul Otto Zardetti și-a înaintat demisia la un an după numirea sa în funcție. Despre această situație dificilă a catolicilor din sudul României i-a scris nunțiului apostolic următoarea scrisoare: 
„Biserica Română, deși este disprețuită din cauza clerului care este inferior celui catolic din toate punctele de vedere, este ajutată și recunoscută de Stat. A fi român este același lucru cu a fi ortodox. Catolicii, cei care sunt străini, ca și cei de naționalitate română, valorează foarte puțin în fața statului (...) din cauza religiei lor care nu e aceeași cu cea națională. Urmează de aci că o convertire la catolicism este considerată ca o lepădare de naționalitatea română.”
La 25 mai 1895, după o lună de încercări de a-l îndupleca, papa a acceptat demisia episcopului Otto Zardetti. Acesta a fost succedat de episcopul Joseph-Xavier de Hornstein.